# 釜石鉱山鉄道E形蒸気機関車

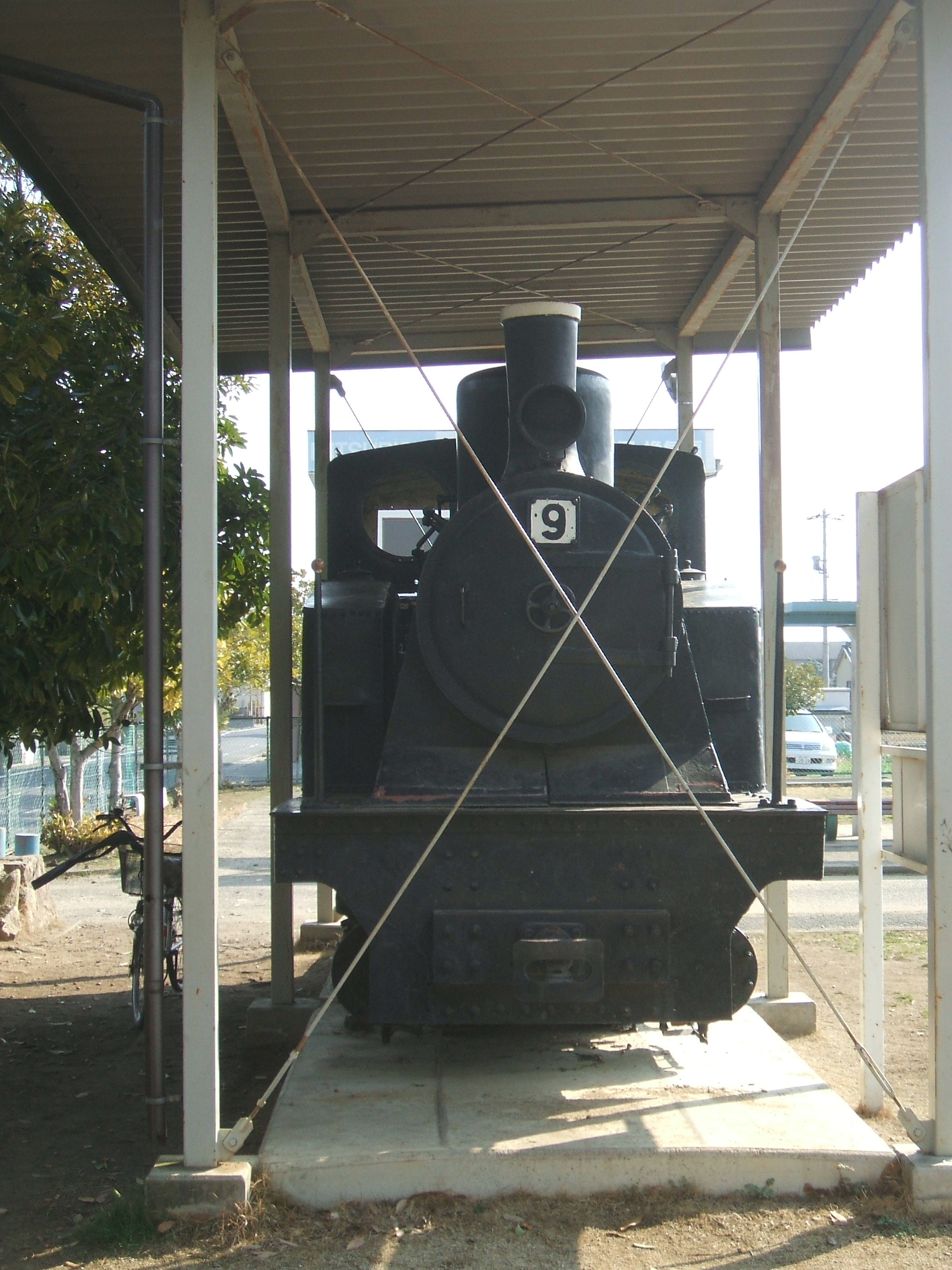
井笠鉄道B15形9号（元釜石鉱山鉄道E形2号）

釜石鉱山鉄道E形蒸気機関車（かまいしこうざんてつどうEがたじょうききかんしゃ）は、釜石鉱山鉄道で使用された蒸気機関車の1形式である。

## 概要
釜石鉱山鉄道の蒸気動力への転換に際し、東京のドッドウェル商会（Dodwell & Co.）経由で1910年にベルギーのジョン・コッケリル社：後のS.A. Cockerill-Ougrée Seraing）に1両が発注され、製番2763として製造され、釜石鉱山鉄道にて形式E、番号2と付番された。
日本に輸入された同社製蒸気機関車は他に津軽森林鉄道へ5号機として納入された軸配置B1の11tサイドタンク機（製番2825、1911年製）があるのみである。

## 構造
軌間762mm、運転整備重量10t、動軸軸距1,657mmで軸配置B、そして動輪が台枠の内側に収められた外側台枠構造の飽和式単式2気筒サイドタンク機である。
新造時のボイラーの使用圧力は10気圧、シリンダ内径は280mm、行程は360mm、動輪径は760mmで、煙室と煙突を一体鋳造とし、さらにボイラーが完全に隠れるほどの巨大な水タンクや、運転台前面に食い込むような位置で搭載された巨大な蒸気溜など、日本で一般的に使用されたドイツやアメリカの小型機関車とは異なる特異な形状を備える。
弁装置はワルシャート式で、クロスヘッドを2本の滑り棒で支える構造となっている。
水タンクは前述の通り、前後長がシリンダーの真上から運転台に至る長く背の高いリベット組み立てのものが設けられており、その容量は1.7m3であった。
連結器は2基の緩衝器を左右に備える連環式連結器である。

## 改造
1910年の釜石鉱山鉄道の蒸気動力転換以降、同鉄道で鉱石輸送を中心に使用された本形式であるが、他に例のないベルギー製機関車ということもあってか、再三にわたって改造を実施されている。

### 第1次改造
時期は不詳であるが、1920年以降のある時点で、東京深川の雨宮製作所にて改造が実施された。
この際、ボイラー使用圧力が12.37気圧に昇圧され、特徴的な構造を備えるボイラーは外形を含めてほぼそのまま維持されたものの、シリンダーが第1動輪前から第2動輪の後ろに移設され、これに合わせて弁装置を前後反転させる工事が実施されている。

### 第2次改造
1939年には輸送力強化を図る必要から、本形式についても改造が実施され、原形を留めないほどの設計変更が実施された。
モデルとなったのは同年より日立製作所で製造が開始された20t級C形機である2000形や、それに先立つ1933年より日本車輌製造を始めとする各社で製造が開始されていた同じく20t級C1形機のC1 20形であったと見られ、特徴的であった既存のボイラーを廃棄して一般的な構造のストレートボイラーに換装、台枠は内側台枠式に、水タンクは視界確保のために前部上面を斜めに削った新品に置き換え、運転台もこれに合わせて新製交換、そして変則的配置であったシリンダーは向きを反転の上で第一動軸前に戻されるなど、通常構造への改造が実施された。
これにより、ボイラーの使用圧力こそ13気圧に向上したが、火床面積や煙管の全伝熱面積などは従来よりも縮小され、自重は10.75tから15.0tに増大した。
またこうした改造により本形式は、最終的に立山重工業などの産業用蒸気機関車とほぼ変わらない外観となっている。
なお、本形式のこの時点での形式はB11、番号は151であったとされる。

## 譲渡
戦時中の2000形およびC1 20形の大量増備と、戦後の釜石鉱山鉄道の輸送需要減少とにより、151は他の15t級機と共に余剰車となった。
このため1947年に本車は岡山県の井笠鉄道へ61,014円で譲渡され、同社では連結器を自社標準のピンリンク式に交換の上で形式B15、番号9として1948年4月に設計認可を得た。この時期、燃料事情の悪化と買い出し客の激増などにより輸送力不足に悩んで蒸気機関車の増備を実施する地方鉄道が多数存在しており、この井笠の周辺でも下津井鉄道が164 、鞆鉄道が156・157といずれも釜石鉱山鉄道で余剰となった15t C形機を譲受している。
だが、元々最大軸重4.5tクラスの脆弱な井笠の軌道条件では、軸配置Bで自重15t、つまり7.5tという大きな軸重に耐えられず軌条を折損するなどの事故が多発してほとんど実用にならず、僅か1年に満たない期間で休車に追い込まれた。以後は1961年10月の除籍まで鬮場車庫の奥に押し込まれたまま長く放置され、その後も1968年6月になって公園に保存展示されるまで、長くそのままの状態が続いた。

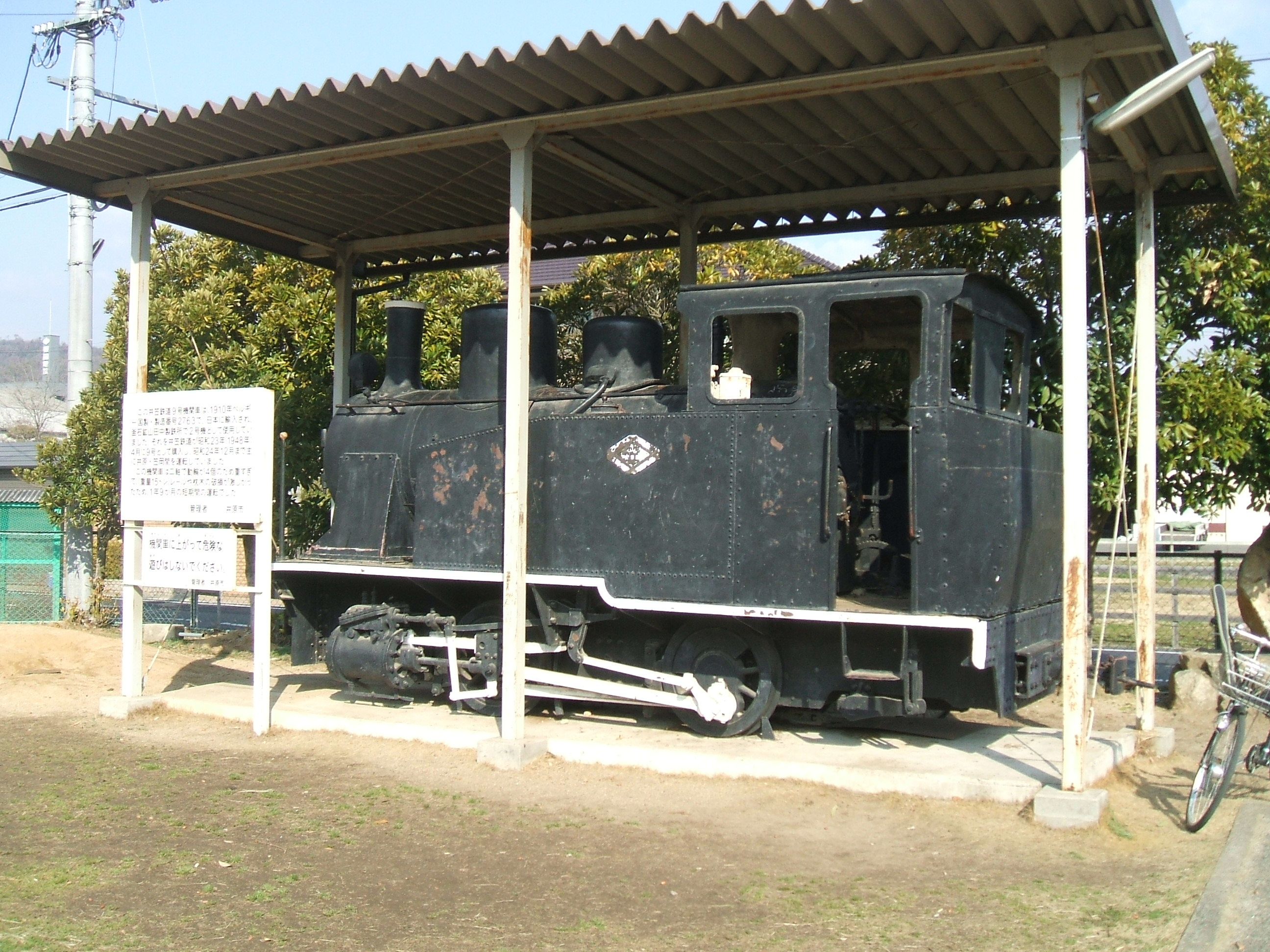
井原市内の公園における現状

## 保存
井笠ではほとんど運行されずに終わった本形式であるが、1965年に出版された書籍（『SL No.1』）でベルギー製であることが紹介された結果、井笠鉄道本社でもその希少性が認識され、自社発注車を押しのけて本社近隣、笠岡駅西側の陸橋下に設けられた交通公園にて展示されることとなった。
その後、伏見桃山城キャッスルランドへの貸し出し展示などを経て、現在は井原市内の七日市公園にて保存展示されている。

## 主要諸元
- 型式 : Bサイドタンク式
- 全長 : 6185mm
- 全高 : 2890mm
- 全幅 : 1980mm
- 動輪径 : 760mm
- 軸配置 0-4-0（B）
- 弁装置 ワルシャート式
- シリンダー（直径×行程） 290mm×356mm
- ボイラー圧力 13kg/cm2
- 火格子面積 0.49m2
- 全伝熱面積 26.0m2
- 運転整備重量 : 15.0t
- 最大軸重 7.5t
- 機関車性能：
  - 動輪周馬力
- 燃料種類 : 石炭

※井笠鉄道での諸元